# Wybory parlamentarne w Grecji w 2007 roku
Wybory parlamentarne w Grecji w 2007 – wybory do greckiego parlamentu, Izby Deputowanych odbyły się 16 września 2007 roku. 

## Wyniki wyborów
Wybory parlamentarne wygrała z wynikiem 41,84% sprawująca władzę od 2004 roku Nowa Demokracja z Premierem  Konstantinosem (Kostasem) Karamanlisem na czele. Frekwencja wyborcza wyniosła 74,15%.
| Partia polityczna | Partia polityczna                        | Liczba głosów      | %     | +/–   | Liczba mandatów | +/– |
| ----------------- | ---------------------------------------- | ------------------ | ----- | ----- | --------------- | --- |
|                   | Nowa Demokracja (ND)                     | 2,994,979          | 41,84 | -3,52 | 152             | -13 |
|                   | Panhelleński Ruch Socjalistyczny (PASOK) | 2,727,279          | 38,10 | –2,45 | 102             | −15 |
|                   | Komunistyczna Partia Grecji (KKE)        | 583,750            | 8,15  | +2,26 | 22              | +10 |
|                   | Radykalna Lewica (SYRIZA)                | 361,101            | 5,04  | +1,78 | 14              | +8  |
|                   | Ludowe Zgromadzenie Prawosławne (LAOS)   | 271,809            | 3,80  | +1,61 | 10              | +10 |
|                   | Ekolodzy-Zieloni (OP)                    | 75,502             | 1,05  | -     | -               | -   |
|                   | Demokratyczne Odrodzenie (ΔΗ.ΑΝΑ)        | 57,167             | 0,80  | -     | -               | -   |
|                   | Pozostałe                                | 283,439            | 1,22  | -     | -               | -   |
|                   | Razem                                    | 7,355,026 (74.15%) |       |       | 300             |     |